# Влајко Беговић
Влајко Беговић (Факовићи, код Братунца, 8. фебруар 1905 — Београд, 17. фебруар 1989) био је учесник Шпанског грађанског рата, Француског покрета отпора током Другог светског рата и Народноослободилачке борбе, друштвено-политички радник СФР Југославије и јунак социјалистичког рада.

## Биографија
Рођен је 8. фебруара 1905. године у селу Факовићи, код Братунца.
Као студент на Техничком универзитету у Прагу, радио је у револуционарном студентском покрету. Члан Савеза комунистичке омладине Југославије (СКОЈ) је од 1927. године, а Комунистичке партије Југославије (КПЈ) од 1930. године. У периоду од 1930. до 1933. године радио је као организатор и инструктор КПЈ у Југославији. Због револуционарног рада, Државни суд за заштиту државе га је 1933. године, у одсуству, осудио на 12 година затвора.
Од 1933. године је боравио у Француској, где је такође учествовао у радничком покрету. Од 1935. године је боравио у Совјетском Савезу, где је био аспирант и предавач на Комунистичком универзитету националних мањина Запада у Москви. Од 1936. године је био боравио у Шпанији, где се на страни Републиканске армије, борио у Шпанском грађанском рату. Током рата био је: начелник одељења Петнаесте интернационалне бригаде и инструктор 35. дивизије. Током рата стекао је чин мајора Шпанске републиканске армије.
После пропасти Друге шпанске републике, 1939. године, заједно са другим учесницима Интернационалних бригада, био је у концентрационим логорима у Француској. После немачке окупације Француске, пребачен је у затвор, из ког је септембра 1943. године, заједно са Љубом Илићем и другим Југословенима, успео да побегне и прикључи се Покрету отпора. Био један од организатора отпора на југу Француске — члан Штаба Марсељског одреда и Јужне зоне за међународне јединице. После ослобођења Француске, јануара 1945. године, је преко Барија дошао на ослобођену територију Југославије. По повратку у земљу, укључен је у рад Агитпроп одељења Централног комитета КПЈ.
После ослобођења Југославије, обављао је разне одговорне друштвено-политичке функције. Био је председник Савезне планске комисије, директор Савезног завода за привредно планирање, директор Института за међународну политику и привреду, директор листа „Борба“, директор Института друштвених наука и директор Високе школе политичких наука у Београду. Био је члан Главног одбора ССРН Југославије и једно време члан Централног комитета Савеза комуниста Босне и Херцеговине. За члана Централног комитета Савеза комуниста Југославије, биран је на Шестом и Седмом конгресу СКЈ. Биран је за народног посланика Савезне скупштине. Члан Савета федерације је био од 1967. до 1984. године.
Његов син је Борис Беговић, професор Правног факултета Универзитета у Београду.
Преминуо је 17. фебруара 1989. године у Београду.
Носилац је Партизанске споменице 1941. и других страних и југословенских одликовања, међу којима су — Орден југословенске заставе са лентом, Орден Републике са златним венцем, два Ордена заслуга за народ са златном звездом, Орден братства и јединства са златним венцем и Орден за храброст. Од иностраних одликовања, истичу се пољски Партизански крст и Медаља интернационалних бригада. Орденом јунака социјалистичког рада одликован је Указом председника Републике фебруара 1965. године.

## Дела
Објавио је велики број чланака и студија о економским и политичким питањима. Његова најзначајнија дела су:
- Учешће произвођача у управљању, предавања одржана на Високој школи политичких наука, Београд 1961.
- Метод у друштвено-политичком раду, Београд 1963.
- Интернационалне бригаде, Београд 1971.
- Социјализам у данашњем свету, Београд 1975.
- Шпанија и франкизам, Београд 1977.